# Демидов, Александр Афанасьевич
Александр Афанасьевич Демидов (27 мая [9 июня] 1894, с. Кучино, Тверская губерния — 1 января 1981, Москва) — советский военный деятель, генерал-майор авиации (04.06.1940).

## Биография
До службы в армии Демидов работал чернорабочим на электростанции портовой таможни в Петрограде.

### Военная служба

#### Первая мировая война и революция
В феврале 1915 года призван на военную службу и зачислен в 195-й запасной пехотный полк. Затем он был направлен в город Гомель в автомастерские, а оттуда в мае переведен младшим мотористом в 3-й Киевский авиапарк в город Киев. С января 1916 года проходил службу старшим мотористом в 4-м истребительном отряде на Румынском фронте, дослужился до старшего унтер-офицера. После отступления отряд перебазировался в городе Бендеры (Бессарабия), где его застала Февральская революция 1917 года. Из Бендер Демидов был направлен в город Тарнополь. С ноября 1917 года избран председателем волостного земотдела деревни Кучино.

#### Гражданская война
В Гражданскую войну в конце мая 1918 года Демидов добровольно вступил в РККА и распоряжением Главвоздухофлота был направлен на сформированный авиапоезд № 2 старшим авиамотористом подвижных мастерских. Участвовал в подавлении восстания левых эсеров в Москве. Затем с авиапоездом убыл на Южный фронт под Киев. В полевых условиях занимался ремонтом моторов и самолётов на различных участках фронта. В начале 1919 года переброшен с поездом на Северо-Западный фронт.

#### Межвоенные годы
С марта 1920 года находился на учёбе сначала в Егорьевской теоретической школе авиации, затем с августа — в Ташкентской летной школе, с января 1922 года — в 1-й высшей школе красных военных летчиков в Москве, а с сентября 1923 года — на курсах Высшей школы воздушной стрельбы и бомбометания в городе Серпухов. По окончании последней в декабре 1923 года назначен во 2-ю военную школу летчиков, где проходил службу на должностях старшего инструктора 2-го разряда, врид командира отряда и командиром звена, врид командира эскадрильи. С октября 1928 года командовал звеном во 2-й объединённой школе летчиков и авиатехников в городе Вольск. С ноября 1931 года — командир отряда в 9-й военной школе летчиков и летнабов в Харькове, с декабря 1933 года — командир эскадрильи в Военной школе морских летчиков и летнабов им. И. В. Сталина в городе Ейск. В январе 1936 года зачислен слушателем в Высшую летно-тактическую школу ВВС РККА в городе Липецк, по окончании которой в декабре 1936 года назначен командиром 54-й истребительной авиаэскадрильи ВВС КВО. В апреле 1938 года переведен командиром 17-го истребительного авиаполка. С октября временно командовал 69-й истребительной авиабригадой. С 15 февраля по 29 апреля 1940 года комбриг Демидов находился на учёбе на КУНС ВВС при Академии Генштаба РККА, по окончании которых в августе назначается командиром 15-й авиадивизии в городе Львов.

#### Великая Отечественная война
С началом войны генерал-майор авиации Демидов продолжал командовать дивизией на Юго-Западном фронте. Её части вели бои по прикрытию от авиаударов противника отхода войск Юго-Западного фронта за реке Днепр. В августе под Киевом Демидов был тяжело ранен, после чего находился на лечении в госпитале. В октябре 1941 года он назначается командующим 6-й резервной авиагруппой Ставки ВГК, которая действовала под Тулой в интересах войск Брянского фронта. Авиагруппа, взаимодействуя с соединениями 1-го гвардейского стрелкового корпуса, наносила бомбовые и штурмовые удары по танковым и моторизованным колоннам противника, уничтожала самолёты врага на аэродромах, прикрывала боевые порядки своих войск и вела воздушную разведку. С ноября 1941 года Демидов приступил к формированию 104-й истребительной авиадивизии ПВО в районе города Архангельск. С февраля 1942 г. дивизия осуществляла прикрытие с воздуха объектов в границах Архангельского дивизионного района ПВО. Основными объектами были город и порт Архангельск, порт Молотовск, а также караваны союзников в портах разгрузки, на Северодвинском рейде и акватории горла Белого моря, объекты ж.-д. коммуникаций на участке Обозерская, Онега. В августе Демидов переводится командиром 102-й истребительной авиадивизии ПВО, выполнявшей задачи по прикрытию объектов и коммуникаций в границах Сталинградского корпусного района ПВО. С сентября вступил в командование 6-м истребительным авиакорпусом Московского фронта ПВО. в задачу которого входила оборона Москвы и объектов Центрального промышленного района. Соединениями корпуса под его умелым руководством пресекались попытки авиации противника прорваться к Москве. Корпус также прикрывал коммуникации, важнейшие базы снабжения и группировки войск Северо-Западного, Калининского, Западного и Брянского фронтов. С июля 1943 года занимал должность члена Военного совета и заместителя командующего войсками СКВО — командующего ВВС округа. С января 1944 года исполнял должность командующего ВВС АрхВО. С 16 февраля 1945 года принял командование 81-й истребительной авиадивизией, входившей в состав 2-й воздушной армии 1-го Украинского фронта. Её части успешно действовали в Верхнесилезской, Нижнесилезской и Берлинской наступательных операциях, в ходе которых были освобождены польские города Оберглогау, Ратибор и Бреслау. За успешные боевые действия дивизия была награждена орденом Кутузова 2-й степени.
За время войны генерал Демидов был два раза персонально упомянут в благодарственных в приказах Верховного Главнокомандующего.

#### Послевоенная карьера
После войны с августа 1945 года занимал должность начальника Конотопского военного авиационного училища командиров звеньев. С декабря 1946 года был заместителем командующего 2-й воздушной армией в ЦГВ, с января 1947 года — помощником командующего воздушной армией по строевой части. В этот период был награждён чехословацким орденом «Военный крест» (23.2.1947). В ноябре 1948 года переведен командующим ВВС Вост.-СибВО. 16 июля 1953 года генерал-майор авиации Демидов уволен в отставку.

## Награды
- Орден Ленина;
- Четыре Ордена Красного Знамени;
- Орден Суворова II степени;
- Медали:
  - Медаль «За оборону Москвы»
  - Медаль «За оборону Сталинграда»
  - «XX лет РККА»
  - и другие

Приказы (благодарности) Верховного Главнокомандующего в которых отмечен А. А. Демидов.
- За захват городов Пшедбуж и Радомско — важных узлов коммуникаций и опорных пунктов обороны немцев, форсирование реки Варта и овладение городом Ченстохова — важным узлом обороны немцев на реке Варта. 17 января 1945 года. № 225.
- За прорыв обороны противника западнее и южнее города Оппельн, окружение и разгром группы немецких войск юго-западнее Оппельна, а также овладение в немецкой Силезии городами Нойштадт, Козель, Штейнау, Зюльц, Краппитц, Обер-Глогау, Фалькенберг и захват более 400 других населенных пунктов. 22 марта 1945 года. № 305.